# 吴山明
吴山明（1941年—2021年2月4日），男，汉族，浙江浦江人，中国画家，中国民主促进会會員，中国美术学院教授，曾任中国美术家协会理事，第八届全国人大代表。